# Юрґіс Балтрушайтіс
Ю́рґіс Балтруша́йтіс (лит. Jurgis Baltrušaitis; 20 квітня (2 травня) 1873, Поантвардзе, Ковенська губернія — 3 січня 1944, Париж) — литовський поет-символіст, перекладач, дипломат.

## Біографія
Юрґіс Балтрушайтіс народився в Ковенській губернії в сім'ї литовських фермерів. Навчався в Ковенській гімназії (1885—1893) та на природничому відділенні фізико-математичного факультету Московського університету[3] (1893—1898); одночасно відвідував лекції на історико-філологічному факультеті. Зблизився з С. О. Поляковим, що навчався на математичному відділенні фізико-математичного факультету, і через нього познайомився з К. Д. Бальмонтом та В. Я. Брюсовим, пізніше з В. І. Івановим; друг та прихильник поета і композитора О. М. Скрябіна.
В серпні 1899 таємно вінчався з Марією Івановною Оловянішніковою (1878—1948), двоюрідною сестрою Єлизавети Олександрівни Дьяконової (автор «Щоденника російської жінки»).
Дебютував у пресі восени 1899. Разом з Поляковим, Брюсовим і Бальмонтом заснував видавництво «Скорпіон», діяльність якого почалася виданням спільного перекладу Балтрушайтіса та Полякова драми Генріка Ібсена «Коли ми, мертві, прокинемося».
Був співробітником альманаху «Північні квіти», журналу «Ваги». Пізніше виступав у газеті «Русь», в журналах «Правда», «Золоте руно», «Заповіти» (1912—1914), «Північні нотатки», в англійському журналі «The Mask» (1913).
Член літературного бюро Театру-студії МХТ (1905), брав участь в роботі Вільного театру під керівництвом К. О. Марджанова, МХТ, Камерного театру.
Подовгу мешкав за кордоном (Італія, Скандинавські країни, Німеччина).
Працював у Літо Наркомпросу (1918), був головою Московської Спілки письменників (1919), брав участь в роботі видавництва «Всесвітня література».
З 1920 представник (спочатку формально радник представника, якого так і не призначили) Литовської Республіки в Москві, з 27 квітня 1921 в ранзі повіреного у справах (chargé d'affaires), з 1922 — надзвичайний і повноважний посол. Одночасно представник Литви в Туреччині (1932) та Персії (1933).
Почесний доктор Університету Вітовта Великого в Каунасі (1932).
У квітні 1939 був призначений радником посольства Литви в Парижі, куди раніше переїхав його син Юрґіс Балтрушайтіс-молодший, історик мистецтва. Там пройшли останні роки його життя. Помер в Парижі, похований на кладовищі Мон Руж.

## Рання творчість
Восени 1899 року опублікував свій перший вірш в «Журналі для всіх» В. С. Миролюбова. В 1899—1906 роках брав участь в діяльності поетів-символістів, дедалі виразніше займаючи відокремлену позицію в символістській поезії та літературному житті. Цій позиції відповідають провідні в його філософській ліриці образи відлюдника та самотнього подорожнього.
|  | «…він опирається на віру у високе призначення людини, в подолання всесвітньої дисгармонії, розриву між природою та індивідуальним „я“.» |

Вірші Балтрушайтіса перекладені англійською, вірменською, болгарською, угорською, голандською, латиською, німецькою, польською, французькою та іншими мовами.

## Пізня творчість
В 1940—1943 рр. в Парижі підготував три збірки своїх поезій литовською мовою («Ašarų Vainikas», «Вінок сліз», I та II частини; «Aukuro dūmai», «Дим жертовника»), а також поему «Įkurtuvės» («Новосілля»). Вони являють собою майстерне завершення попередньої творчості. Перша збірка поезій литовською мовою вийшла тільки в 1942 році. Посмертно опублікована збірка поезій литовською мовою «Poezija» («Поезія»; Бостон, 1948). Найповніша збірка литовськомовної поезії «Poezija» (1967).

## Переклади
Балтрушайтіс зробив значний внесок в мистецтво перекладу. Перекладав переважно віршовані і драматичні твори, спершу виконуючи програму символістів з ознайомлення литовської публіки із західноєвропейською літературою. Переклав твори англійського поета Д. Байрона («Видіння Страшного суда», «Бронзовий вік»), норвезьких письменників Генріка Ібсена («Пер-Ґюнт», «Фру Інгер із Естрота», «Будівник Сольнес» і «Ґедда Ґаблер») і Кнута Гамсуна («Голод», «Вікторія», «Гра життя», «Вечірня зоря» і «Тамара»), німецького письменника Г. Гауптмана («Бідний Ґенріх», «Свято Примирення», «Шлюк і Яу»), Д'Аннунціо («Мертве місто», «Джиоконда», «Слава»), окремі твори Оскара Вайлда, Августа Стріндберга, Германа Зудермана, Ґуннара Ґейберга, Моріса Метерлінка, Рабіндраната Тагора та інших. Перекладав вірші вірменських поетів для підготовленої В. Я. Брюсовим антології вірменської поезії (1916), також єврейських поетів, датського філософа Сьорена К'єркеґора («Нещасний»).

## Книги
- Земні сходи. Елегії, пісні, поеми. Москва: Скорпіон, 1911
- Гірська стежка. Друга збірка лірики Москва: Скорпіон, 1912
- Лілія і серп. Париж: YMCA Press, 1948
- Дерево в огні: вірші. Вільнюс: Vaga, 1969
- Дерево в огні: вірші. 2-е вид. Вільнюс: Vaga, 1983
- Лілія і серп: вірші. Москва: Художня література, 1989
- Įkurtuvės. Poema-pasakėčia. Kaunas: Valstybinė l-kla, 1941
- Ašarų vainikas. Kaunas: Valstybinė l-kla, 1942
- Žemės pakopos = Zemnyja Stupeni: elegijos, giesmės, poemos / iš rusų k. vertė J. Valaitis. Tiubingenas: A. Urbonas, J. Kapočius, 1947
- Poezija. Bostonas: Kun. P. M. Juras, 1948
- Žemės laiptai: elegijos, giesmės, poemos; Kalnų takas / vertė Linas Broga. Vilnius: Vaga, 1973
- Lelija ir pjautuvas: poezija. Iš rusų kalbos vertė Linas Broga. Vilnius: Vaga, 1996
- Menka, ką tu vien protu žymi…: poezija. Kaunas: Vada, 2000
- «Apimti žmogų iki dugno»: estetika, literatūros kritika, vertinimai. Vilnius: Aidai, 2001

## Пам'ять
Іменем Юрґіса Балтрушайтіса названа вулиця у Вільнюсі в район Пашилайчяй (Jurgio Baltrušaičio gatvė)